# Conjecture jacobienne
En mathématiques, et plus précisément en géométrie algébrique, la conjecture jacobienne est une conjecture concernant les polynômes à plusieurs variables. Elle fut proposée en 1939 par Ott-Heinrich Keller (en), et Shreeram Abhyankar lui donna par la suite son nom actuel, la popularisant comme un  exemple d'une question de  géométrie algébrique ne demandant que peu de connaissances pour être énoncée.
La conjecture jacobienne est également célèbre pour le grand nombre de tentatives de preuves qu'elle a suscitées, et qui contenaient des erreurs subtiles. En 2024, aucune démonstration n'est reconnue pour valide.

## Formulation
Pour  N > 1, soient  N polynômes Fi (pour  1 ≤ i ≤ N) dans les variables X1, …, XN, et dont les coefficients appartiennent à un corps algébriquement clos k (on peut en fait supposer que k = C, le corps des nombres complexes). Considérons cette suite de  polynômes comme une fonction vectorielle F: kN → kN dont les composantes sont les Fi . Le jacobien J de F est par définition le  déterminant de la matrice jacobienne N × N formée des dérivées partielles des Fi par rapport aux  Xj : {\displaystyle J=\det \left({\frac {\partial F_{i}}{\partial X_{j}}}\right).} J est lui-même une fonction des N variables X1, … , XN ; et  même une fonction polynomiale.
La condition J ≠ 0 assure (pour des fonctions régulières, et donc en particulier pour des polynômes) l'existence d'un inverse local pour F (c'est le théorème des fonctions implicites) en chaque point où elle est vérifiée. Comme k est algébriquement clos, et que J est un polynôme, J s'annule pour certaines valeurs des X1, …, XN, sauf si J est constante. On en déduit facilement que :
Si F possède une fonction inverse (globale), c'est-à-dire s'il existe G : kN → kN telle que G∘F = F∘G = identité (de kN ), alors J est une constante non nulle.
La conjecture jacobienne affirme que sur tout corps de caractéristique 0, la réciproque (un peu renforcée) suivante est vraie :
Si J est une constante non nulle et si k est un corps de caractéristique 0, alors F admet un inverse G : kN → kN, et G est régulière, c'est-à-dire que ses composantes sont données par des polynômes.

## Résultats
En 1980, Wang démontra la conjecture jacobienne pour les polynômes de degré 2, et en 1982, Bass, Connell et Wright démontrèrent que le cas général est conséquence du cas particulier des polynômes de degré 3. La conjecture a été vérifiée par Moh pour les polynômes à deux variables de degré au plus 100.
La conjecture jacobienne est équivalente à la conjecture de Dixmier.